# Witham Charterhouse

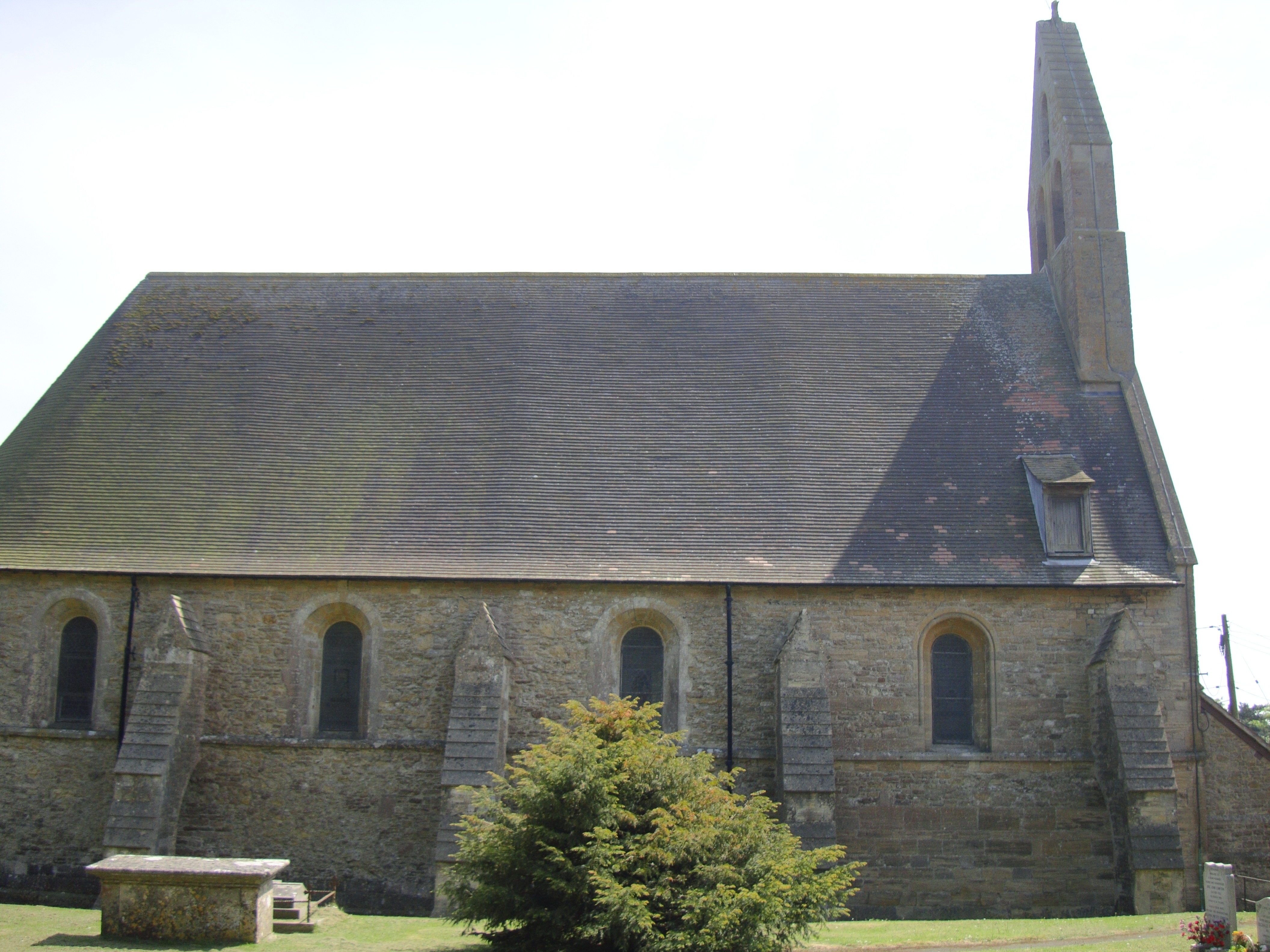
Die ehemalige Kirche der Laienbrüder

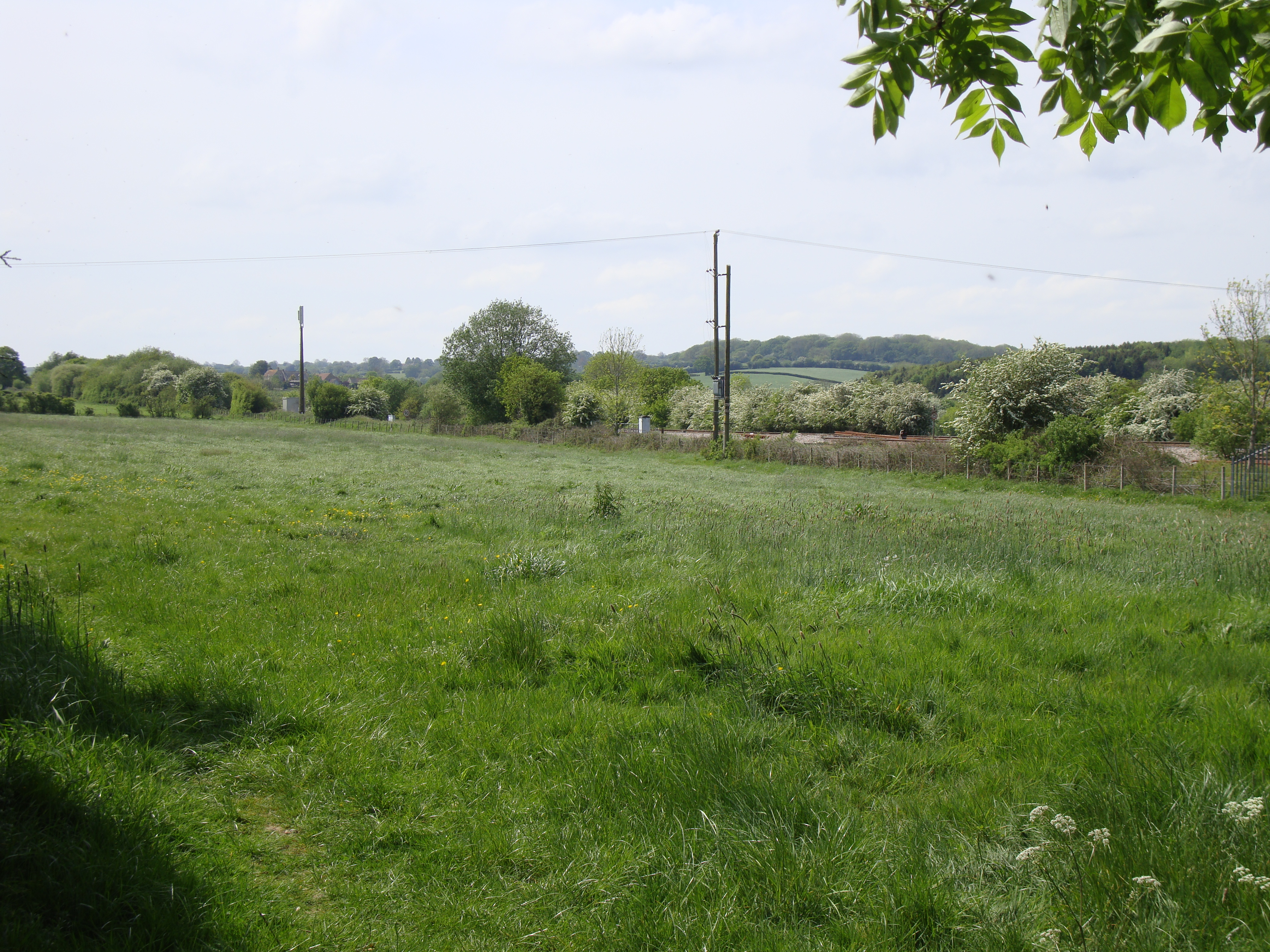
Standort der Kartause

Witham Charterhouse, auch Witham Priory, war eine Kartause des Kartäuserordens im Ort Witham Friary, Somerset. Die Karthause wurde 1178/79 gegründet und war somit die erste Gründung des Kartäuserordens in England. Sie bestand bis zur Auflösung der englischen Klöster im Jahre 1539.

## Geschichte
Heinrich II. gründete die Kartause im Royal Forest of Selwood als Teil der Buße nach seinem Mord an Thomas Becket, dem Erzbischof von Canterbury. Die Gründermönche kamen unter Leitung ein Mönches namens Narbert aus der Grande Chartreuse. Hugh aus Avalon, später Hugo von Lincoln, wurde 1180 Prior der Kartause.
Im Zuge der Auflösung der englischen Klöster während der protestantischen Reformation wurde die Kartause am 15. März 1539 aufgelöst.
Die Kirche der Laienbrüder wird heute als Pfarrkirche von Witham Friary verwendet.

## Archäologie
Bei Ausgrabungen im Jahr 1921 wurden untermauerte Mauerfundamente und Bauschutt, darunter glasierte Dachziegel und Bodenfliesen, freigelegt. Spätere Arbeiten in den Jahren 1965 und 1968 ergaben weitere Gebäude, von denen zwei als Kapitelsaal und möglicherweise als Kirche gedeutet wurden.
Heutzutage wird das Grundstück von einer Eisenbahnlinie durchschnitten.